# パレイルセアネヘイララ紀子
パレイ ルセアネヘイララ 紀子（パレイ ルセアネヘイララ のりこ、1999年8月22日 - ）は、日本の女子バスケットボール選手である。ポジションはセンター。大学時代の登録名はパレイ のりこだった。

## 来歴
ニュージーランド出身。
明星学園高校でインターハイベスト4、東京医療保健大でインカレ優勝。
2021年にはユニバーシアード日本代表候補にも選出された。
2022年、シャンソンVマジックにアーリーエントリー。卒業後正式加入。
2023年、トヨタ自動車アンテロープスに移籍。
2025年6月30日を以て、トヨタを退団。